# Rodniki
Rodniki (russisch Родники) ist eine russische Stadt mit 26.310 Einwohnern (Stand 14. Oktober 2010) in der Oblast Iwanowo. Sie ist Zentrum des gleichnamigen Rajons der Oblast.

## Lage
Rodniki liegt etwa 600 km nordöstlich von Moskau sowie 54 km östlich der Gebietshauptstadt Iwanowo, am Flüsschen Jukscha aus dem Flusssystem der Wolga. Die nächstgelegene Stadt ist Witschuga 15 km weiter nordöstlich. Rodniki verfügt über mehrere natürliche Mineralwasserquellen, denen es auch seinen Namen zu verdanken hat (Rodniki = „Wasserquellen“).

## Geschichte

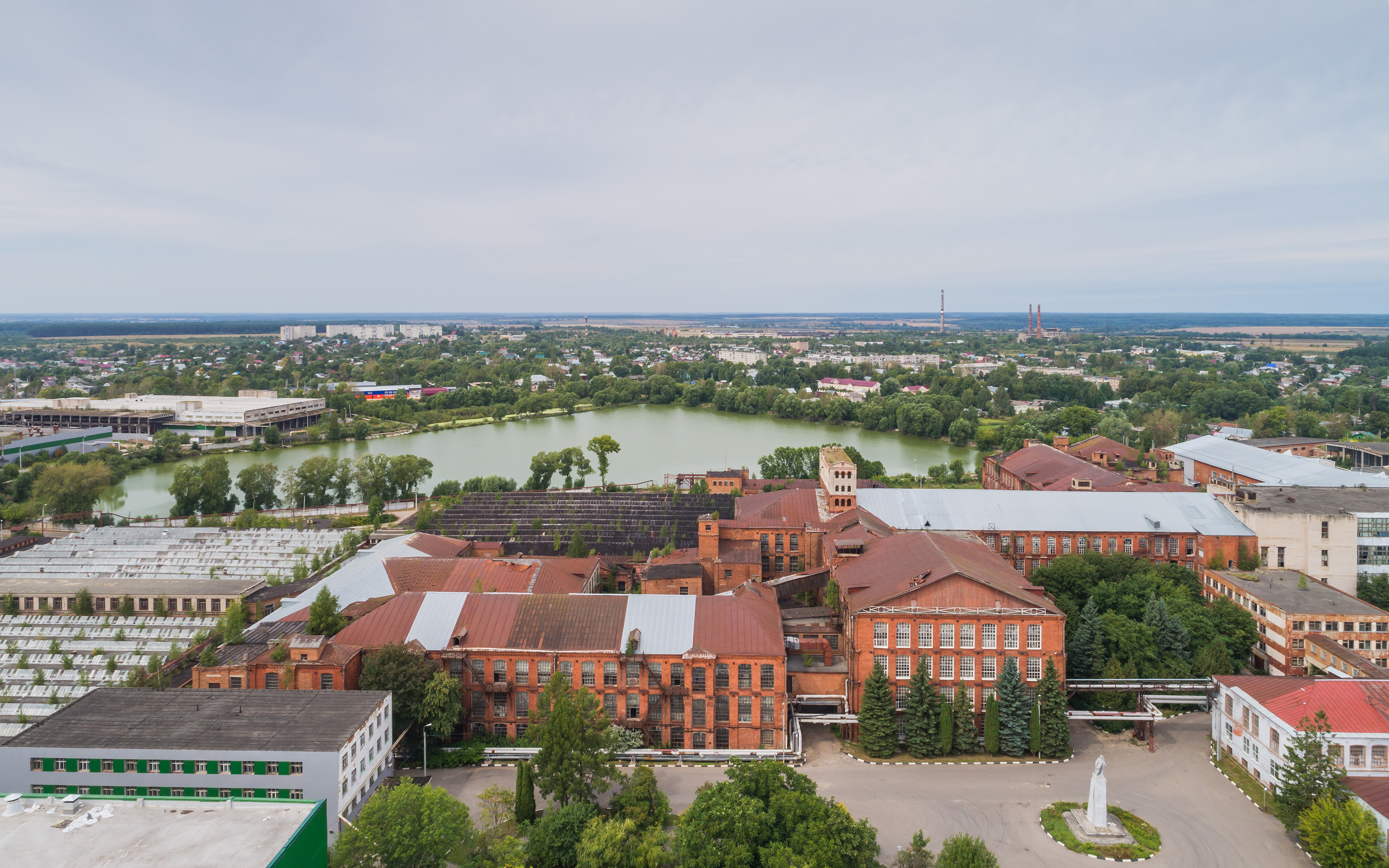
Ehemalige Manufaktur in Rodniki

Erstmals erwähnt wurde Rodniki 1606 als ein Dorf, das damals dem Schutz-und-Fürbitte-Frauenkloster von Susdal gehört hatte. Vom 17. bis zum 18. Jahrhundert war Rodniki wirtschaftlich unbedeutend, erst Ende des 18. Jahrhunderts entstanden dort erste Textilbetriebe, die sich auf die Verarbeitung des in der Gegend um Rodniki angebauten Leines spezialisierten. 1820 wurde dort eine Textilfabrik gegründet, die später mit rund 10.000 Mitarbeitern zu den größten ihrer Art im Russischen Reich zählte. Nach der Oktoberrevolution 1917 wurde die Fabrik nationalisiert und später in ein Kombinat umgewandelt, der Ort erhielt bereits im Jahre 1918 Stadtrechte.

### Bevölkerungsentwicklung
| Jahr | Einwohner |
| ---- | --------- |
| 1926 | 15.470    |
| 1939 | 26.996    |
| 1959 | 29.282    |
| 1970 | 30.002    |
| 1979 | 30.637    |
| 1989 | 32.088    |
| 2002 | 28.447    |
| 2010 | 26.310    |

Anmerkung: Volkszählungsdaten

## Wirtschaft und Infrastruktur
Heute gibt es in der Stadt vor allem Lebensmittel- und Textilindustrie, letztere ist unter anderem mit der 1820 gegründeten ehemaligen Manufaktur (heute: Aktiengesellschaft Rodniki-Textil) vertreten. Daneben gibt es in Rodniki einen Maschinenbaubetrieb.
In Rodniki steht ein 350 Meter hoher Sendemast für UKW und TV, der 1977 errichtet wurde.

## Söhne und Töchter der Stadt
- Nikolai Solowjow (1931–2007), Ringer